# ظربان أمريكي
الظَّرِبَان الأمريكي هو حيوان لبون ينتمي إلى فصيلة الظربان الأمريكي التي تضم أيضًا الغرير النتن. هذا الحيوان معروف بقدرته على رش سائل ذو رائحة كريهة قوية من غدته الشرجية. تختلف الأنواع المختلفة من الظربان الأمريكي في المظهر من الأبيض والأسود إلى البني أو القشدي أو الزنجبيلي، ولكن جميعها لها تلون تحذيري .
في حين أن الظربان مرتبطون ببنات عرس المنتنة وأعضاء آخرين من فصيلة ابن عرس، فإن أقرب أقاربهم هم حيوانات الغرير النتن من العالم القديم.

## التصنيف
الأنواع الحية من الظرابين الأمريكية هي:
- فصيلة الظربان الأمريكي

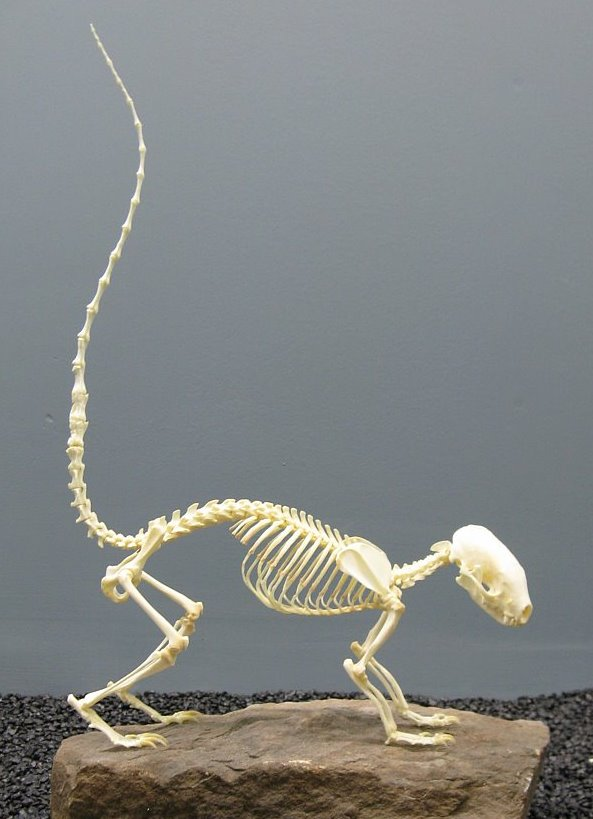
هيكل عظمي لظربان أمريكي ذو القلنسوة معروض في متحف علم العظام

  - جنس: الظربان الأمريكي المفنطس، Conepatus
    - ظربان مولينا المفنطس، Conepatus chinga
    - ظربان هومبولت المفنطس، Conepatus humboldtii
    - ظربان أمريكا الشمالية المفنطس، Conepatus leuconotus
    - الظربان المفنطس المخطط، Conepatus semistriatus

  - الجنس الظربان الأمريكي، Mephitis
    - ظربان ذو القلنسوة، Mephitis macroura
    - ظربان أمريكي مخطط، Mephitis mephitis

  - الجنس: الظربان المرقط، Spilogale
    - الظربان المرقط الجنوبي، Spilogale angustifrons
    - الظربان المرقط الغربي، Spilogale gracilis
    - الظربان المرقط الشرقي، Spilogale putorius
    - الظربان المرقط القزم، Spilogale pygmaea

## التسمية
عادةً ما يطلق اسم "الظربان" على هذه الحيوانات المسماة Skunk بالإنجليزية، في الحقيقة، الظربان في المعاجم التراثية هو ما يسمى في عصرنا الحالي بغرير العسل، وهو حيوان يستوطن إفريقيا وآسيا، لقد أطلق اسم الظربان الأمريكي تمييزًا عن الظربان المعروف عند العرب.

## الوصف
تتراوح أنواع الظربان الأمريكي في الحجم بين 40 و 94 سم ووزنه من حوالي 0.5 كغ (الظرابين المرقطة) حتى 8.5 كغ ( الظرابين ذات الفنطيسة). لديهم أجساد مستطيلة بشكل معتدل مع أرجل قصيرة نسبيًا وسيقان مفتولة العضلات ومخالب أمامية طويلة تستعملها للحفر. لديهم خمسة أصابع في كل قدم.

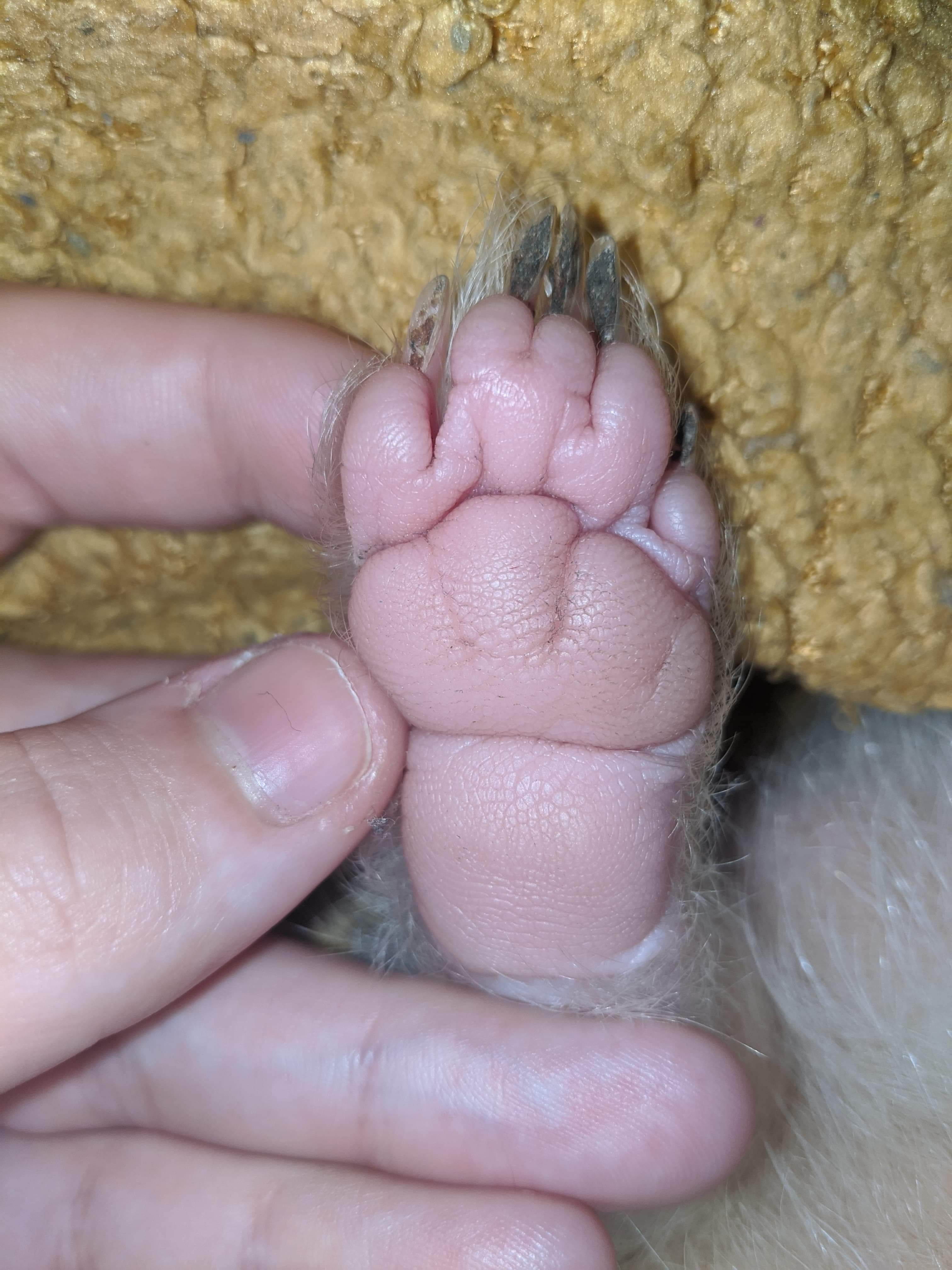
القدم اليسرى الخلفية لظربان أمريكي أمهق

على الرغم من أن لون الفراء الأكثر شيوعًا هو الأسود والأبيض، إلا أن بعض الظرابين الأمريكية بنية أو رمادية اللون وبعضها قشدية اللون. جميع الظرابين الأمريكية مخططة، كذلك منذ الولادة. قد يكون لديهم شريط غليظ واحد عبر الظهر والذيل، أو خطين أرق، أو سلسلة من البقع البيضاء والخطوط المنكسرة (في حالة الظربان الأمريكي المرقط).

## السلوك

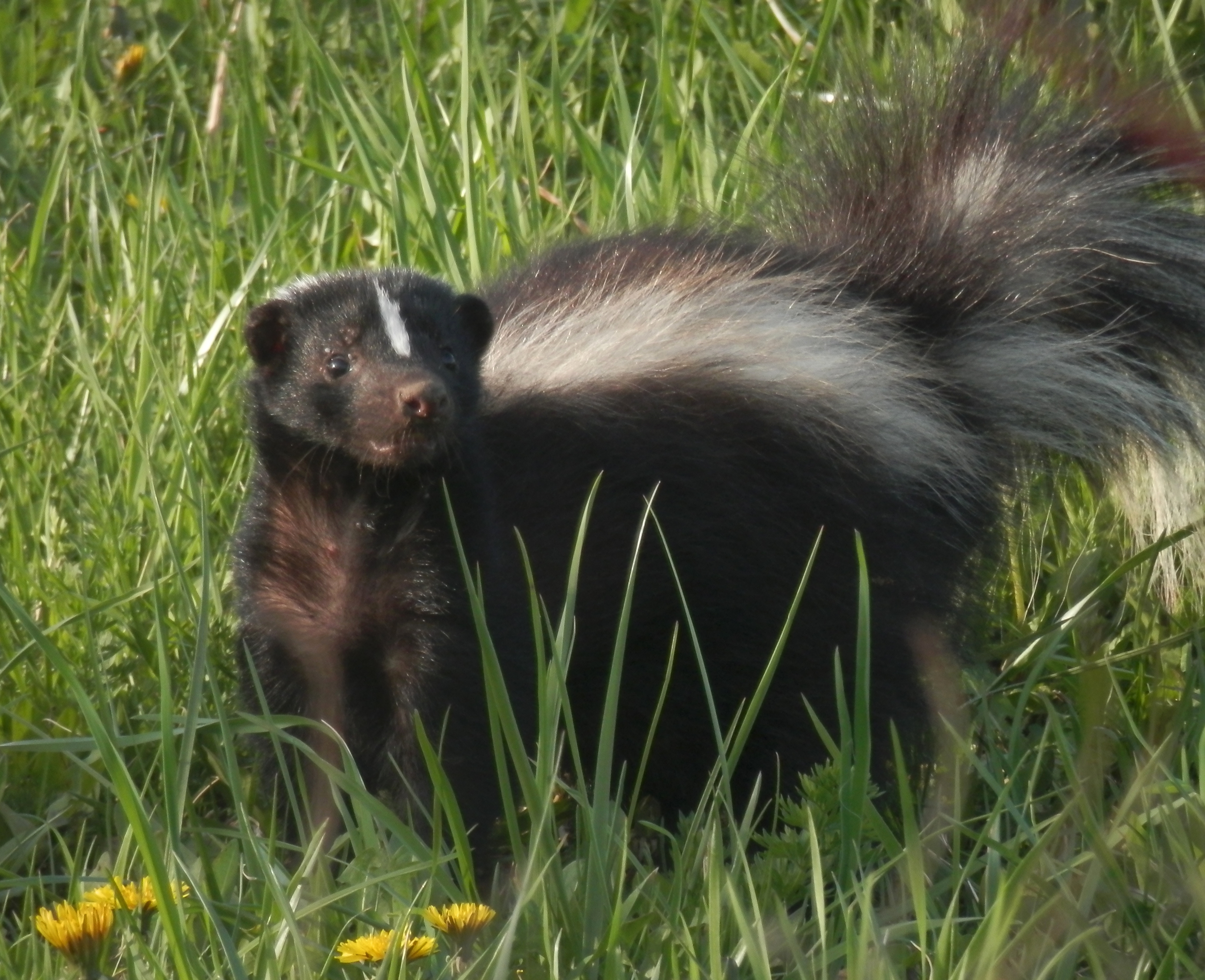
ظربان أمريكي في أونتاريو، كندا

الظرابين الأمريكية هي حيوانات شفقية ووحيدة عندما لا تتكاثر، على الرغم من أنها في الأجزاء الباردة من نطاقها، قد تتجمع في أوكار مشتركة للدفء. خلال النهار يحتمون في الجحور، والتي يمكنهم حفرها بمخالبهم الأمامية القوية. بالنسبة لمعظم العام، يتراوح نطاق المنزل الطبيعي للظربان الأمريكي بين 1 و 3 كم، مع توسع نطاق الذكور خلال موسم التكاثر للسفر من 6 إلى 8 كم في الليلة.
الظرابين ليسوا سابِتين حقيقيين في الشتاء ، لكنهم يفعلون ذلك لفترات طويلة من الزمن. ومع ذلك، فإنهم يظلون غير نشطين بشكل عام ونادراً ما يتغذون، يمرون بمرحلة النوم. خلال فصل الشتاء، تتجمع عدة إناث (ما يصل إلى 12) معًا؛ غالبًا ما يتجمعون الذكور معا؛ في كثير من الأحيان، يٌستخدم نفس عرين الشتاء بشكل متكرر.

### النظام الغذائي
الظرابين الأمريكية هي حيوانات قارتة، تأكل كل من المواد النباتية والحيوانية وتغير نظامها الغذائي مع تغير الفصول. تأكل هذه الحيوانات الحشرات واليرقات وديدان الأرض واليرقات والقوارض والسحالي والسمندل والضفادع والثعابين والطيور والطوبينات والبيضات . كما أنها تأكل عادة التوت والجذور والأوراق والأعشاب والفطريات والمكسرات .

### الرش

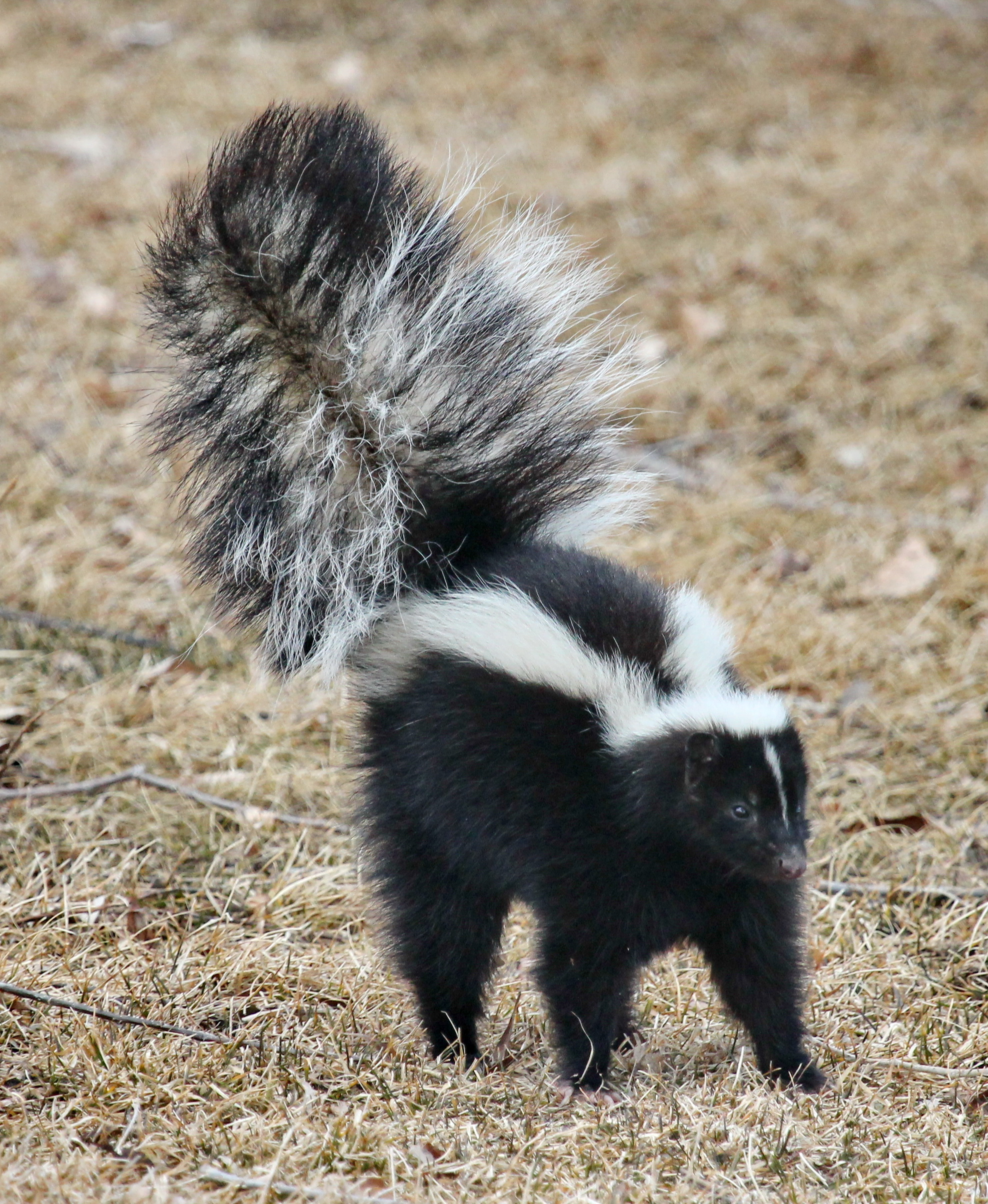
الظربان الأمريكي المخطط (Mephitis mephitis) في وضعية دفاعية وذيل منتصب ومنتفخ، مما يدل على استعداده للرش.

تشتهر الظربان بغدد شرجية ذات رائحة، والتي يمكنهم استخدامها سلاحًا دفاعيًّا. إنها تشبه الغدد الموجودة في أنواع فصيلة ابن عرس، على الرغم من أنها أكثر تطورًا بكثير. للظربان الأمريكي غدتان، واحدة على جانبي فتحة الشرج. تنتج هذه الغدد رذاذ الظربان الأمريكي، وهو خليط من المواد الكيميائية التي تحتوي على الكبريت مثل الثيول (تسمى تقليديًا مركابتان Mercaptan) ، والتي لها رائحة كريهة. كما تجعل الثيول رشها شديد الاشتعال. رذاذ الظربان الأمريكي قوي بما يكفي لدرء الدببة والمهاجمين المحتملين الآخرين. تسمح العضلات الموجودة بجوار غدد الرائحة بالرش بدرجة عالية من الدقة، تصل إلى 3 م. يمكن أن يسبب الرش أيضًا تهيج وحتى عمى مؤقت، وهو قوي بما يكفي لاكتشافه بواسطة أنف بشري حتى 5.6 كم باتجاه الريح.